# ممدودات الميسم
مَمْدُودَات المِيسَم أو فصيلة تاناستيجماتيدي (الاسم العلمي: Tanaostigmatidae)، فصيلة دبابير صغيرة طفيلية من الفصيلة العليا الشخدبيات.
هي تقريبًا حشرات نباتية بشكل حصري، وتشكل عفصات في سيقان النباتات أو الأوراق أو البذور. تضم 92 نوع ضمن 9 أجناس وهي في المقام الأول مدارية وشبه مدارية.
عادًة ما تكون قصيرة، دبابير قرفصائية، أفضل طريقة لتعرف عليها عن طريق حافتها الأسترنية الصدرية الوسطية البارزة، وغالبًا ما يكون وسط الصدر مقوسًا بشدة، لذلك تكون مقدمة الصدر رأسية تقريبًا.